# Ciel extraterrestre
Un ciel extraterrestre est l'apparence du ciel vu depuis un autre corps céleste que la Terre.
Le « ciel » d'un monde fait référence à la vue de l'espace cosmique à partir de sa surface. La vue varie de planète en planète pour de nombreuses raisons. Le facteur le plus important dans l'apparence du ciel d'un monde est l'atmosphère de la planète, ou son absence. Selon la densité et la composition chimique de l'atmosphère, le ciel d'un monde peut être de n'importe quelle couleur. Les nuages peuvent ou non être présents et ils peuvent également être d'une couleur notable. Parmi les autres facteurs contribuant à l'apparence d'un ciel, notons la présence ou non d'objets astronomiques comme le Soleil, les étoiles, les lunes, les planètes ou les anneaux.

## Mercure
Comme Mercure n'a pas d'atmosphère, une vue du ciel de cette planète ne serait pas différente de celle qu'un éventuel astronaute pourrait avoir en orbite. Mercure a une étoile au pôle sud, Alpha Pictoris (ou α Pic), une étoile de magnitude 3,2. Elle est plus faible que la Polaris (Alpha Ursae Minoris) de la Terre.

### Le Soleil sur Mercure
En moyenne, le diamètre apparent du Soleil sur Mercure est 2,5 fois plus grand que sur Terre, et sa luminosité est de plus de 6 fois supérieure à celle perçue de la Terre. À cause de l'orbite excentrique de la planète, la taille apparente du Soleil dans le ciel varie de 2,2 fois à l'aphélie (avec une luminosité totale 4,8 fois supérieure), à 3,2 fois au périhélie (avec une luminosité totale 10,2 fois plus grande).
Mercure a une résonance spin-orbite de 3:2. Cela signifie que même si un jour sidéral (la période de rotation) dure environ 58,7 jours terrestres, un jour solaire (la distance du transit du Soleil entre deux méridiens célestes) dure environ 176 jours terrestres.
La résonance spin-orbite de Mercure génère un effet inhabituel dans lequel le Soleil semble brièvement revenir sur sa motion habituelle de l'est vers l'ouest une fois par année mercurienne. L'effet est visible partout où l'on se trouve sur Mercure, mais il y a certains points à la surface de Mercure où un observateur serait en mesure de voir le Soleil se lever à mi-chemin, inverser sa course et se coucher, puis se lever à nouveau, au cours de la même journée mercurienne.
Cette caractéristique est due au fait qu'environ quatre jours avant le périhélie, la vitesse angulaire de l'orbite de Mercure est exactement égale à sa vitesse de rotation, de sorte que le mouvement apparent du Soleil cesse ; au périhélie, la vélocité angulaire de l'orbite de Mercure dépasse alors sa vitesse de rotation ; ainsi, le Soleil semble rétrograder dans le ciel. Quatre jours après le périhélie, le mouvement apparent du Soleil redevient normal. 

En raison de sa résonance spin-orbite, Mercure présente toujours (alternativement) l'un des deux points particuliers de sa surface au Soleil à chaque périhélie. L'un de ces points subsolaires est Caloris Planitia (« bassin chaud »), bien nommé, car un observateur près de son centre verrait le Soleil tourner autour du zénith une fois par jour mercurien, et donc expérimenterait une journée particulièrement chaude (avec des températures de surface culminant à environ 700 K, soit environ 427 °C). L'autre point est à son antipode, dans la région du cratère de Pétrarque, appelé « le terrain chaotique » ou « Terrain Bizarre » dû à son apparence générale.

### Autres planètes vues de Mercure
Après le Soleil, le second objet le plus brillant dans le ciel mercurien est Vénus, qui est beaucoup plus lumineuse que pour les observateurs terrestres. La raison en est que, lorsque Vénus est au plus proche de la Terre, elle se trouve entre la Terre et le Soleil, nous ne voyons que son côté plongé dans l'obscurité. En effet, même quand Vénus est à son plus brillant dans le ciel de la Terre, nous en voyons en réalité seulement un croissant étroit. 

Par ailleurs, pour un observateur mercurien, Vénus est au plus proche à moins de 40 millions de kilomètres (distance la plus faible possible entre deux planètes du Système solaire), quand elle est en opposition au Soleil et qu'elle montre un disque complet de plus de 1' (soit un disque directement discernable). La magnitude apparente de Vénus est d'environ -7,7, ce qui est la plus grande luminosité d'une planète (du Système solaire) vue depuis une autre. Lors de cette opposition planétaire, les nuits mercuriennes sont illuminées d'un véritable « clair de Vénus », projetant de pâles ombres à sa surface.
La Terre et la Lune sont également très visibles, leur magnitude apparente étant d'environ -5 et -1,2 respectivement. La distance maximale apparente entre la Terre et la Lune est d'environ 15′. Toutes les autres planètes sont visibles tout comme elles le sont de la Terre, mais un peu moins brillantes à l'opposition.
La lumière zodiacale est probablement plus intense qu'elle ne l'est sur Terre.

## Vénus
L'atmosphère de Vénus est si épaisse que le Soleil ne se distingue pas dans le ciel diurne, et les étoiles sont invisibles la nuit. Les images en couleurs prises par les sondes Venera soviétiques suggèrent que le ciel de Vénus est orangé rougeâtre. Si le Soleil pouvait être vu de la surface de Vénus, le temps d'un lever de soleil à l'autre (un jour solaire) serait de 116,75 jours terrestres. En raison de la rotation rétrograde de Vénus, le Soleil semblerait se lever à l'ouest et se coucher à l'est.
Un observateur en altitude dans les sommets des nuages de Vénus en ferait le tour en quatre jours environ et verrait un ciel dans lequel la Terre et la Lune luisent vivement (d'une magnitude d'environ -6,6 et -2,7, respectivement) parce que notre planète et son satellite sont au plus proche en opposition, à juste plus de 40 millions de kilomètres.
Mercure serait également plus facile à repérer, car elle est plus proche et plus brillante (magnitude maximale de -2,7, et parce que son élongation maximale du Soleil est beaucoup plus grande (40,5°) que lorsqu'elle est observée depuis la Terre (28,3°).

## La Lune
La Lune n'a pas d'atmosphère, de sorte que son ciel est toujours noir. Toutefois, le Soleil est tellement brillant qu'il est impossible de voir les étoiles pendant la journée, à moins que l'observateur ne soit bien à l'abri de la lumière du Soleil (directe ou réfléchie par le sol). La Lune a une étoile polaire australe, Delta Doradus, d'une magnitude de 4,34. Elle est mieux alignée que l'étoile polaire boréale de la Terre (α Ursae Minoris), mais de luminosité beaucoup plus faible.

### Le Soleil de la Lune
Le Soleil a la même apparence de la Lune que de la Terre, sauf qu'il est un peu plus brillant (et de couleur blanc pur) en raison de l'absence de diffusion atmosphérique et d'absorption. Enfin l'apparence du Soleil sur la Lune est identique à son apparence en orbite autour de la Terre.
Comme l'inclinaison de l'axe de la Lune par rapport à son orbite autour du Soleil est proche de zéro, le Soleil décrit presque exactement le même parcours à travers le ciel de la Lune au cours d'une année. En conséquence, il y a des cratères et des vallées à proximité des pôles de la Lune qui ne reçoivent jamais la lumière directe du Soleil, et des montagnes et des collines qui ne sont jamais dans l'ombre (voir Pic de lumière éternelle).

### La Terre de la Lune

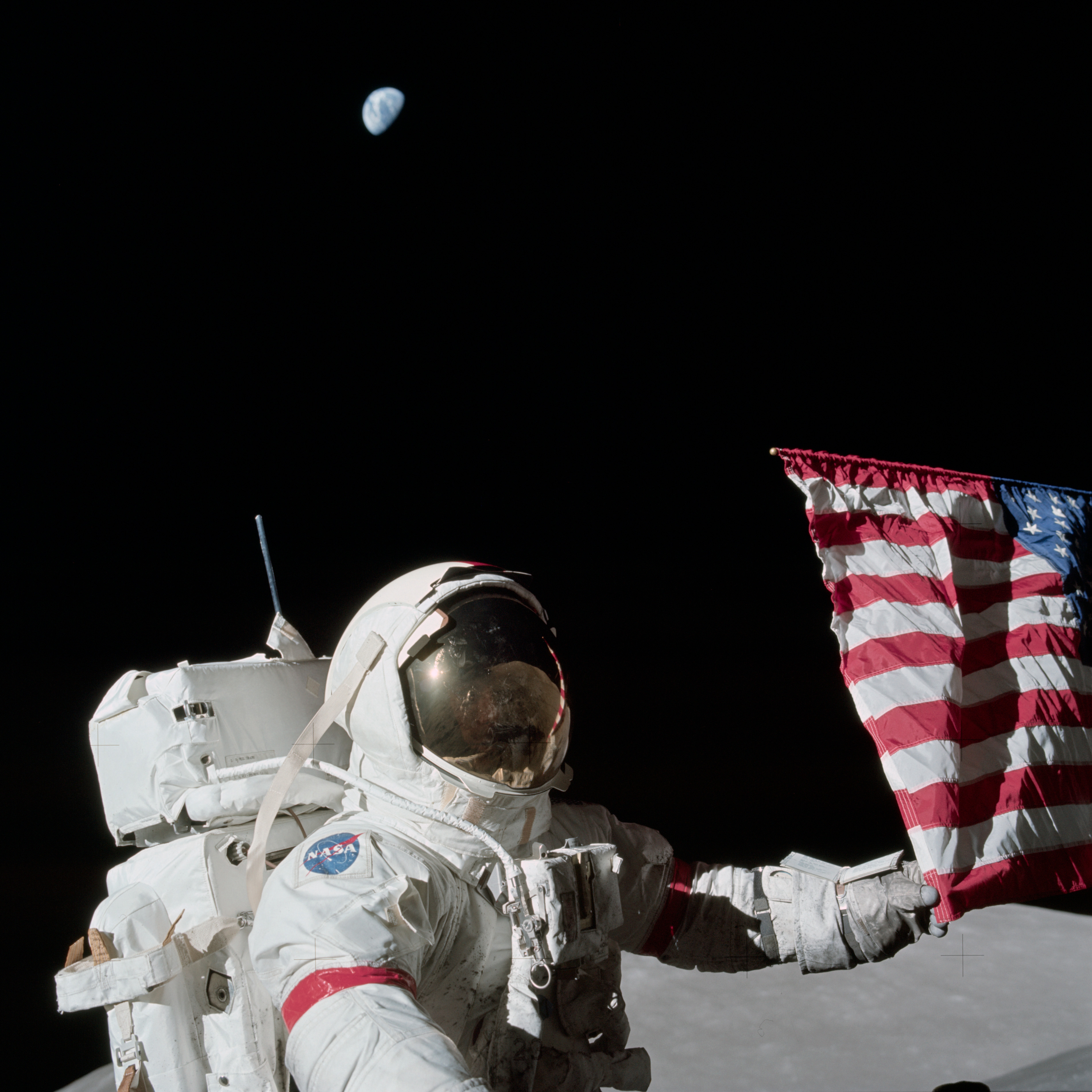
Commandant Eugene Cernan d'Apollo 17 sur la Lune, avec la Terre visible dans le ciel.

La Terre est parmi les caractéristiques les plus importantes du ciel de la face visible de la Lune. Son diamètre apparent (1,9°) est de quatre fois le diamètre de la Lune vue depuis la Terre, mais parce que l'orbite de la Lune est excentré, la taille apparente de la Terre dans le ciel varie d'environ plus ou moins 5 % (entre 1,8° et 2,0° de diamètre). La Terre a des phases tout comme la Lune pour l'observateur terrestre, mais elles sont opposées : quand l'observateur terrestre voit la pleine Lune, l'observateur lunaire voit une « nouvelle Terre », et vice versa. L'albédo de la Terre est trois fois plus élevé que celui de la Lune et, en y ajoutant sa plus grande surface, la pleine Terre est plus de 50 fois plus brillante que la pleine Lune au zénith pour l'observateur terrestre.
À cause de la rotation synchrone de la Lune, une de ses faces est en permanence tournée vers la Terre ; et de l'autre côté, la face cachée de la Lune n'est jamais visible de la Terre. Cela a comme corollaire que la Terre ne peut être vue que du côté le plus proche de la Lune, et elle et toujours invisible de l'autre côté.
Si la rotation de la Lune était purement synchrone, la Terre n'aurait aucun mouvement perceptible dans le ciel de la Lune. Toutefois, en raison de la libration de la Lune, la Terre procède à un lent et complexe mouvement oscillatoire. Une fois par mois, vu de la Lune, la Terre trace un ovale d'un diamètre d'environ 18°. La forme et l'orientation exactes de cet ovale dépend de l'endroit considéré sur la Lune. En conséquence, près de la limite de la face visible ou cachée de la Lune, la Terre est parfois sous l'horizon, et parfois au-dessus.

### Éclipses de la Lune
La Terre et le Soleil se réunissent parfois dans le ciel lunaire, provoquant une éclipse. Sur la Terre, on voit alors une éclipse lunaire, dans laquelle la Lune passe dans l'ombre de la Terre, mais sur la Lune, on verrait le Soleil passer derrière la Terre - provoquant une éclipse solaire. Comme le diamètre apparent de la Terre est quatre fois plus grande que celui du Soleil, le Soleil serait caché derrière la Terre pendant plusieurs heures. L'atmosphère terrestre serait visible sous la forme d'un anneau rougeâtre. Pour voir une telle éclipse, une tentative a été effectuée avec la caméra Lunar Rover TV d'Apollo 15, mais l'appareil photo ou sa source d'énergie a fait défaut après le départ des astronautes de la Terre.
Par ailleurs, les éclipses solaires terrestres ne seraient pas spectaculaires pour les observateurs lunaires, car l'ombre de la Lune s'estompe à la surface de la Terre. Les observateurs lunaires avec des télescopes ne verraient qu'une petite tache sombre voyageant lentement à travers le disque de la « pleine Terre ».
En résumé, chaque fois qu'une éclipse de quelque sorte se produit sur Terre, une éclipse d'un autre genre se produit sur la Lune. Les éclipses se produisent à la fois pour les observateurs de la Terre et de Lune à chaque fois que les deux corps et le Soleil sont alignés.

## Mars
Mars a seulement une mince atmosphère, cependant, elle est extrêmement poussiéreuse et la lumière y est dispersée. Le ciel est ainsi assez clair pendant la journée et les étoiles ne sont pas visibles. L'étoile polaire martienne est Deneb (bien que le pôle réel soit un peu décalé dans la direction d'Alpha Cephei).

### La couleur du ciel martien

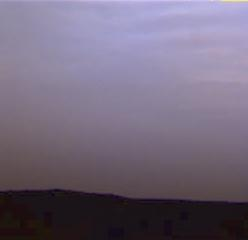
Le ciel de Mars tourne au violet à cause des nuages remplis de cristaux de glace.

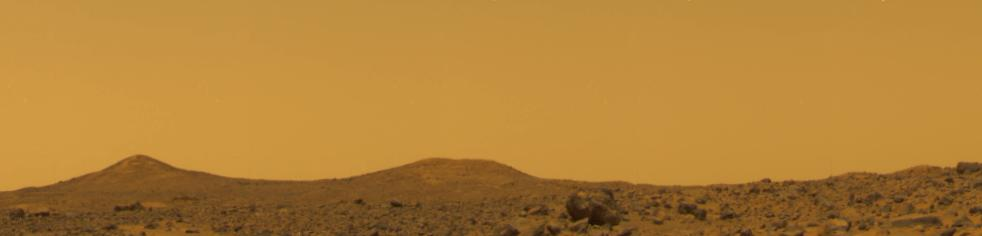
Le ciel de Mars à midi tel qu'il fut vu par Mars Pathfinder.

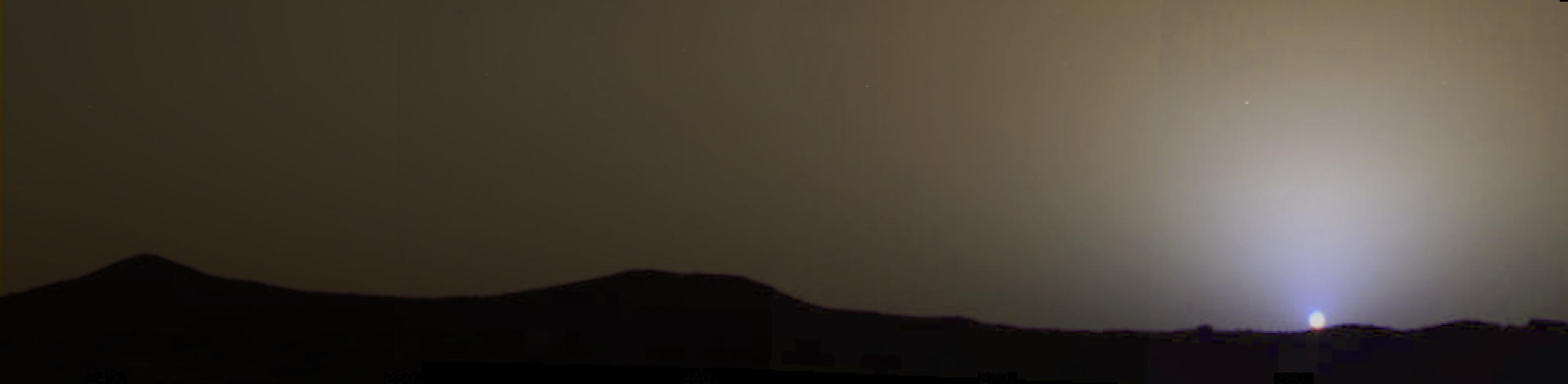
Le ciel de Mars au coucher, tel qu'il fut vu par Mars Pathfinder.

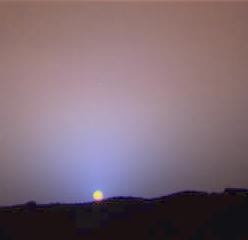
Image rapprochée du ciel de Mars au coucher du Soleil, montrant plus de variations dans les couleurs, tel que vu par Mars Pathfinder.

Produire des images précises avec les vraies couleurs de la surface de Mars est complexe.
Pour ne donner qu'un seul aspect à considérer, il y a l'effet Purkinje : la réponse de l'œil humain dépend de la lumière ambiante - les objets rouges tendent à s'assombrir plus rapidement que les objets bleus quand l'éclairage descend. Il y a beaucoup de variations dans les couleurs du ciel des images publiées, étant donné que beaucoup de ces images ont été faites à l'aide de filtres afin de maximiser leur valeur scientifique, et qu'elles ne cherchent pas à montrer la couleur vraie du ciel. Pendant de nombreuses années, on pensait le ciel de Mars plus rosâtre qu'on ne le croit à présent.
Mars dispose d’une atmosphère très ténue mais suffisante pour obtenir une couleur de ciel bleue comme sur la Terre, mais plus foncée (proche des teintes rencontrées en haute altitude). Pourtant la couleur la plus fréquente du ciel sur Mars est dans les jaunes orangés, et parfois dans les teintes roses violacées. Dans le voisinage du soleil couchant, il est bleu. C'est le contraire de la situation sur la Terre.
Le ciel de mars peut en effet prendre une couleur violacée, en raison de la dispersion de la lumière par de très petites particules de glace dans les nuages. Le crépuscule dure longtemps après le coucher du soleil et avant son lever, à cause de la poussière dans la haute atmosphère de Mars.
Sur Mars, la diffusion Rayleigh est généralement un effet très faible, la couleur rouge du ciel est causée par la présence de d'oxyde de fer(III) dans les particules de poussière dans l'air.

### Le Soleil de Mars
Le Soleil vu de Mars semble être au 5/8e de sa taille vue de la Terre (0,35°), et envoie 40 % de la lumière, environ la luminosité d'une après-midi partiellement nuageuse sur Terre.

### Les lunes de Mars vues de Mars

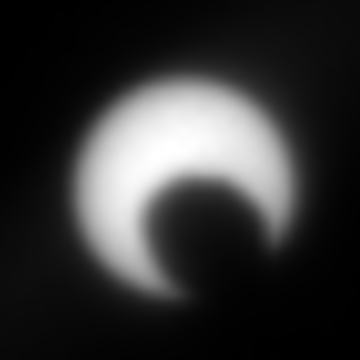
Phobos passe devant le Soleil, tel qu'il fut vu par Mars Rover Opportunity le 10 mars 2004.

Mars a deux petites lunes : Phobos et Déimos. De la surface de Mars, Phobos paraît être un tiers à une demie fois le diamètre angulaire du Soleil, mais Déimos est à peine plus d'un point (seulement 2' de diamètre angulaire). Le mouvement apparent de Phobos est en sens inverse, en raison de son mouvement orbital rapide : elle se lève à l'ouest et se couche à l'est. L'orbite de Phobos est si proche (dans une orbite équatoriale à inclinaison basse) qu'elle ne peut être vue au nord de 70,4° N ou au sud de 70,4° S ; des observateurs en hautes latitudes remarqueraient également une diminution de la taille apparente de Phobos, la distance supplémentaire étant non négligeable. La taille apparente de Phobos varie jusqu'à 45 % au moment où elle passe au-dessus dans le ciel, en raison de sa proximité de la surface de Mars. Pour un observateur à l'équateur, par exemple, Phobos est d'environ 0,14° au lever et se gonfle à 0,20° au moment où elle atteint le zénith. Elle traverse le ciel rapidement, en environ 4,24 heures, à tous les 11,11 heures.
Deimos se lève à l'est et se couche à l'ouest comme une lune normale, même si son apparence est semblable à une étoile (diamètre angulaire de 1,8′ et 2,1′). Sa luminosité est semblable à celle de Vénus et de l'étoile Véga (vue de la Terre). Étant relativement proche de Mars, Deimos ne peut pas être vue à partir des latitudes martiennes supérieure à 82,7°. Enfin, la période orbitale de Deimos d'environ 30,3 heures dépasse la période de rotation de Mars (d'environ 24,6 heures) par une si petite quantité qu'elle se lève tous les 5,5 jours et demeure visible 2,5 jours entre le lever et le coucher pour un observateur à l'équateur. Ainsi Phobos traverse le ciel martien près de 12 fois pendant que Deimos le traverse une seule fois.
Phobos et Deimos peuvent éclipser le Soleil vu de Mars, bien qu'elles ne peuvent couvrir complètement son disque et que l'évènement est plus un transit, plutôt qu'une éclipse. Pour une description détaillée de ces évènements consultez les articles Transit de Phobos depuis Mars et Déimos (lune).

### La Terre de Mars
La Terre est visible de Mars comme une étoile double, la Lune sera visible à ses côtés comme un compagnon moins lumineux. La distance maximale apparente entre la Terre et la Lune serait d'environ 25', lors de la conjonction inférieure entre la Terre et le Soleil (pour l'observateur terrestre, c'est au moment de l'opposition de Mars). Près de l'élongation maximale (47,4°), la Terre et la Lune brilleraient d'une magnitude apparente de -2,5 et +0,9, respectivement.

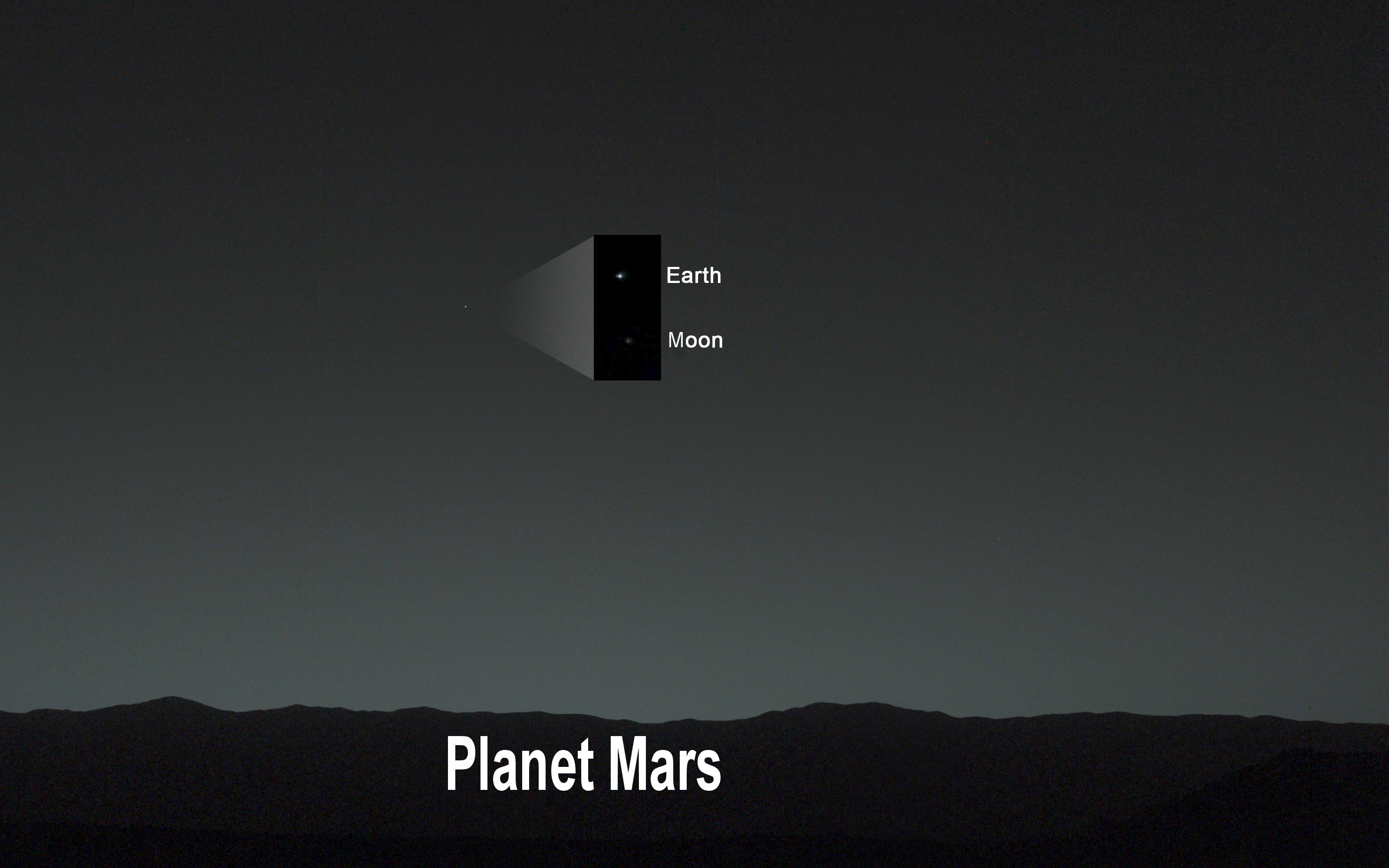
Première image de la Terre et de la Lune vue de Mars (31 janvier 2014).

### Vénus de Mars
Vénus, vue de Mars (quand elle est près de son élongation maximum du Soleil de 31,7°) aurait une magnitude apparente d'environ -3,2.

### Le ciel des lunes de Mars
De Phobos, Mars apparaît 6400 fois plus grande et 2500 fois plus brillante que la pleine lune vue de la Terre, prenant un quart de la largeur d'un hémisphère céleste.
De Déimos, Mars apparaît 1000 fois plus grande et 400 fois plus brillante que la pleine lune vue de la Terre, prenant un onzième de la largeur d'un hémisphère céleste.

## Astéroïdes
La ceinture d'astéroïdes est peu peuplée et la plupart des astéroïdes sont très petits, de sorte qu'un observateur situé sur un astéroïde ne serait probablement pas en mesure de voir un autre astéroïde sans l'aide d'un télescope. Des rapprochements occasionnels se produisent, mais ils sont extrêmement rares. Un film montre ce phénomène avec précision, 2001, l'Odyssée de l'espace[réf. nécessaire].
Certains astéroïdes qui croisent les orbites des planètes peuvent parfois s'approcher assez près d'une planète ou d'un astéroïde de sorte qu'un observateur de cet astéroïde pourrait voir le disque de l'objet à proximité, sans l'aide de jumelles ou de télescope. Par exemple, en septembre 2004, (4179) Toutatis est passé à 1,5 million de kilomètres de la Terre, soit 4 fois la distance entre la Terre et la Lune. Au point le plus proche de sa rencontre, la Terre serait apparue près de la même taille que la Lune apparaît de la Terre. La Lune aurait également été bien visible en tant que petite forme dans le ciel de Toutatis à ce moment[réf. nécessaire].
Parmi les astéroïdes avec des orbites irrégulières, l'astéroïde (3200) Phaéton a l'une des orbites les plus excentriques ; sa distance au Soleil varie entre 0,14 et 2,4 UA. À la périhélie, le Soleil serait 7 fois plus grand qu'il ne l'est dans notre ciel, frapperait la surface avec plus de 50 fois plus de puissance ; à l'aphélie, le Soleil se réduirait à moins de la moitié de son diamètre apparent sur Terre, et donnerait un peu plus d'un sixième de sa lumière[réf. nécessaire].

### 87 Sylvia et ses lunes Romulus et Rémus
L'astéroïde (87) Sylvia est l'un des plus grands astéroïdes de la ceinture principale, et le premier astéroïde observé à posséder deux lunes. Ces lunes, Romulus et Rémus, semblent à peu près la même taille. Romulus, la plus éloignée, serait d'environ 0,89° de diamètre, légèrement plus grande que Rémus plus proche mais plus petite, et dont le diamètre serait d'environ 0,78°. Comme Sylvia est loin d'être sphérique, ces valeurs peuvent varier d'environ un peu plus de 10 %, selon l'endroit où l'observateur se trouve sur la surface de Sylvia. Comme les deux lunes de l'astéroïde semblent orbiter dans le même plan, elles s'occultent l'une l'autre une fois tous les 2,2 jours. Durant la bonne saison, deux fois au cours de la période orbitale de Sylvia qui dure 6,52 années, elles éclipseraient le Soleil, qui, à 0,15° de diamètre, est beaucoup plus petit que vu de la Terre (0,53°). De Rémus, la lune intérieure, Sylvia est énorme, environ 30° × 18° de diamètre, tandis que du point de vue de Romulus, elle varie entre 1,59° et 0,50° de diamètre. De Romulus, les mesures de Sylvia sont de 16° × 10°, tandis que Rémus varie entre 0,62° et 0,19°.

## Jupiter
Bien qu'aucune image de l'intérieur de l'atmosphère de Jupiter n'ait déjà été prise, les représentations artistiques présument souvent que le ciel de la planète est bleu, bien que plus pâle que sur Terre, puisque la lumière du Soleil y est en moyenne 27 fois plus faible, du moins dans la partie supérieure de l'atmosphère. Les anneaux étroits de la planète pourraient être à peine visibles à partir des latitudes au-dessus de l'équateur. Plus bas dans l'atmosphère, le Soleil serait obscurci par les nuages et la brume de diverses couleurs, le plus souvent bleu, brun et rouge. Si les théories abondent sur la cause de ces couleurs, il n'existe actuellement pas de réponse claire.
De Jupiter, le Soleil ne semble couvrir que 5 minutes d'arc, moins d'un quart de sa taille, vu de la Terre.

### Les lunes de Jupiter vues de Jupiter
Mis à part le Soleil, les objets les plus brillants dans le ciel de Jupiter sont les quatre lunes galiléennes. Io, la plus proche de la planète, serait légèrement plus grande que la pleine lune dans notre ciel, quoique moins brillante. L'albédo plus élevé d'Europe (lune) n'est pas suffisant pour surmonter le fait qu'elle est plus distante de Jupiter, de sorte qu'elle ne serait pas plus brillante qu'Io. En fait, la basse constante solaire de Jupiter (3,7 % de la Terre) assure qu'aucun des satellites galiléens ne serait aussi brillant que la pleine lune sur Terre; de Io à Callisto leur magnitude apparente serait: -11,2, -9,7, -9,4, et -7,0.
Ganymède, la plus grosse lune de Jupiter en troisième position, est presque aussi brillante qu'Io et Europe, mais n'apparaît que la moitié de la taille de Io. Callisto, encore plus éloignée, n'est qu'un quart de la taille de la pleine Lune. Les quatre lunes galiléennes se distinguent également en raison de la rapidité de leur mouvement, par rapport à la Lune de la Terre. Elles sont aussi toutes assez grandes pour éclipser le Soleil.
Les petites lunes intérieures de Jupiter n'apparaissent que comme des points ressemblant à des étoiles, et la plupart des lunes extérieures seraient invisibles à l'œil nu.

### Le ciel des lunes de Jupiter
Toutes les lunes de Jupiter n'ont plus que des traces d'atmosphère, de sorte que leur ciel est noir ou presque. Pour un observateur sur une des lunes, la principale caractéristique du ciel, serait, bien entendu, Jupiter. Pour un observateur sur Io, la grande lune la plus proche de la planète, le diamètre apparent de Jupiter serait d'environ 20° (38 fois le diamètre apparent de la Lune, couvrant 1 % du ciel de Io). Un observateur sur Métis, la lune la plus intérieure, verrait le diamètre apparent de Jupiter passer à 68° (130 fois le diamètre apparent de la Lune, couvrant 18 % du ciel de Métis). Une Jupiter "pleine" sur Métis brille à environ 4 % de la luminosité du Soleil (la lumière sur la Terre de notre pleine Lune est de 400 000 fois plus faible que la lumière du Soleil).
Comme les lunes intérieures de Jupiter sont en rotation synchrone autour de Jupiter, la planète apparaît toujours à peu près à la même place dans leur ciel (Jupiter bouge un peu à cause des excentricités qui ne sont pas nulles). Les observateurs sur les côtés des satellites galiléens opposés à la planète Jupiter ne la verraient jamais, par exemple.
Des lunes de Jupiter, les éclipses solaires causés par les satellites galiléens seraient spectaculaires, un observateur verrait l'ombre circulaire de la lune en éclipse voyager à travers la face de Jupiter.

## Saturne

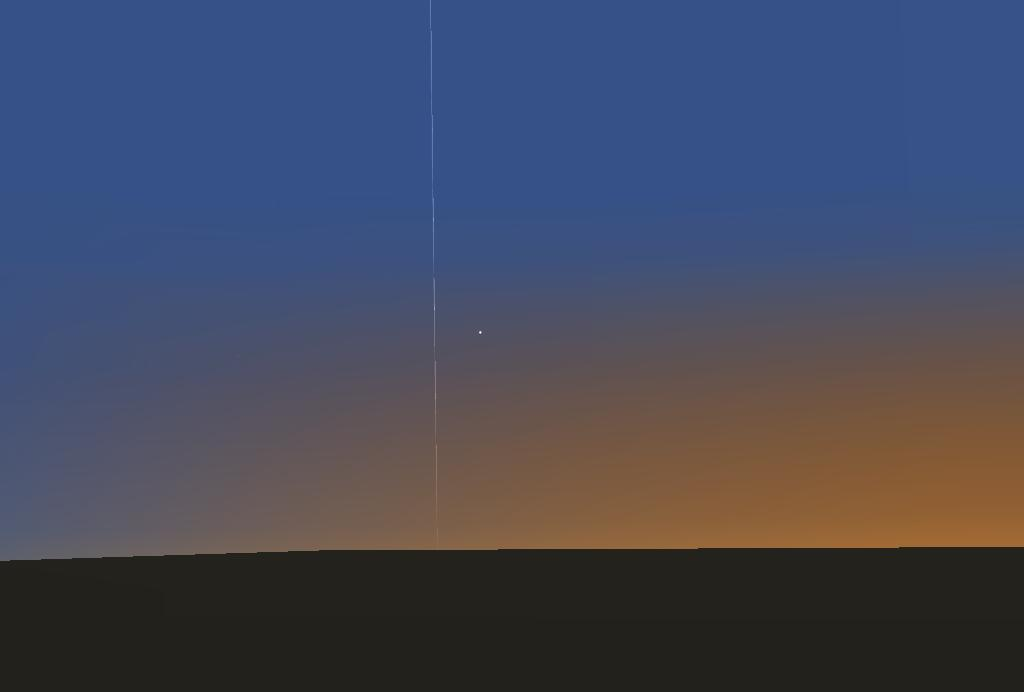
Vue simulée des anneaux de Saturne vue de son équateur.

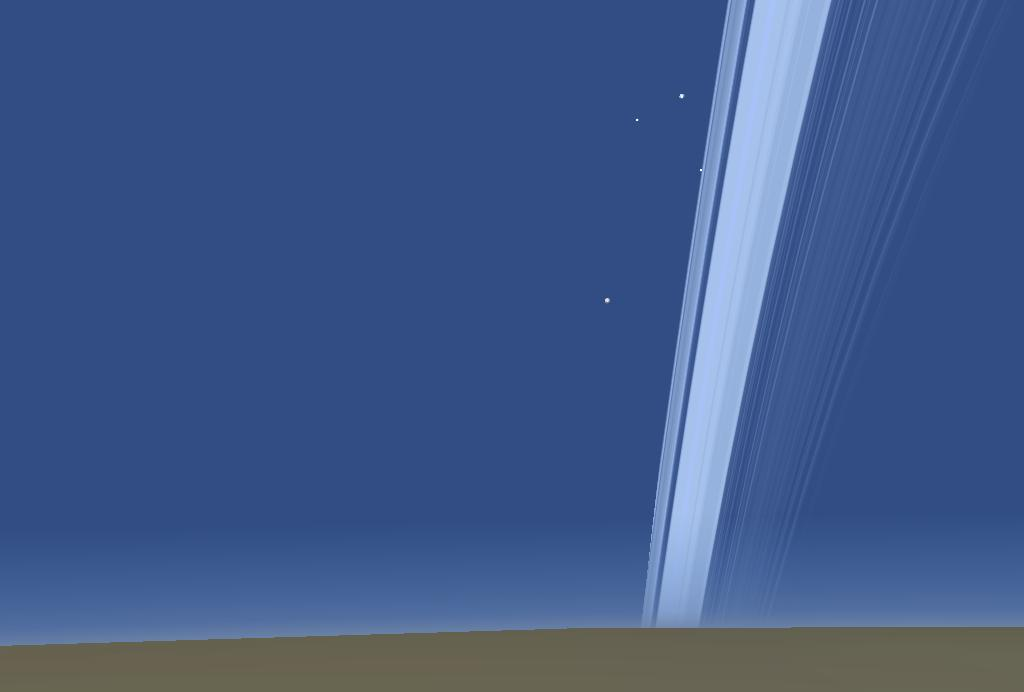
Vue simulée des anneaux de Saturne vue d'une latitude au-dessus de son équateur.

Le ciel dans la partie supérieure de l'atmosphère de Saturne est probablement bleu, mais la couleur dominante de ses ponts de nuages suggère qu'il peut être jaunâtre plus bas. Les anneaux de Saturne sont visibles presque certainement de la partie supérieure de son atmosphère. Les anneaux sont si minces que d'une certaine position sur l'équateur de Saturne, ils seraient presque invisibles. De n'importe où ailleurs sur la planète, ils pourraient être vus comme un arc spectaculaire s'étendant sur la moitié de l'hémisphère céleste.
Les lunes de Saturne ne seraient pas particulièrement impressionnantes dans son ciel, car la plupart sont assez petites et les plus grandes sont loin de la planète. Même Titan, la plus grosse lune de Saturne, apparaît seulement comme la moitié de la taille de la Lune. Voici les diamètres angulaires approximatifs des lunes principales (en comparaison, la lune de la Terre a un diamètre angulaire de 31') : Mimas: 5-10', Encelade: 5-9', Téthys: 8-12', Dioné: 8-12', Rhéa: 8-11', Titan: 14-15', Japet: 1'.
Saturne a une étoile polaire au sud, Sigma Octantis, d'une magnitude de 4,3. Elle est beaucoup plus faible que celle de la Terre Polaris (α Ursae Minoris).

### Le ciel des lunes de Saturne
Comme les lunes intérieures de Saturne sont toutes en rotation synchrone, la planète apparaît toujours au même endroit dans leur ciel. Les observateurs sur les côtés opposés des satellites de la planète ne verraient jamais Saturne.
Dans le ciel des lunes intérieures de Saturne, la planète est un objet énorme. Par exemple, Saturne vu de Pan a un diamètre apparent d'environ 50°, 104 fois plus grand que notre Lune et occupant 11 % du ciel du satellite. Parce que Pan orbite le long de la division d'Encke dans les anneaux de Saturne, ils sont visibles depuis n'importe quel endroit sur Pan, même du côté opposé à Saturne.

### Les anneaux des lunes de Saturne
Les anneaux de Saturne ne seraient pas très en vue de la plupart des lunes. C'est parce que les anneaux, bien que larges, ne sont pas très épais, et la plupart des lunes orbitent à peu près exactement (à moins de 1,5°) dans le plan des anneaux de la planète. Ainsi, les anneaux sont vus par la tranche et pratiquement invisibles depuis les lunes intérieures. Des lunes extérieures, à commencer par Japet, une vision plus oblique des anneaux serait possible, bien que l'éloignement rendrait Saturne plus petite dans le ciel ; de Phœbé, la plus grande des lunes les plus éloignées de Saturne, la planète semblerait comme la pleine lune vue de la Terre. Le jeu de la distance et des angles est très sensible aux valeurs utilisées, mais les calculs montrent que la meilleure vue des anneaux serait de la lune intérieure Mimas, qui se trouve un plein 1,5° sur le côté du plan équatorial de Saturne et est assez proche des anneaux. Lors son ouverture la plus grande, quand Mimas est à sa distance maximale du plan équatorial de Saturne, les bords des anneaux (de B vers A) seraient séparés de 2,7 degrés. Les lunes co-orbitales Épiméthée et Janus auraient aussi une bonne vue, avec des angles d'ouverture maximale compris entre 1,5 et 2,9°. Téthys obtient la meilleure vue suivante, avec près d'un demi degré. Japet atteint 0,20°, ce qui est plus que n'importe laquelle des autres lunes extérieures.

### Le ciel de Titan

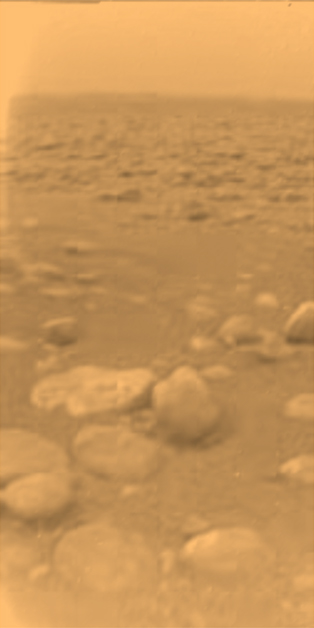
Image de la surface de Titan par la sonde Huygens.

Titan est la seule lune du système solaire à posséder une atmosphère épaisse. Les images de la sonde Huygens montrent que le ciel de Titan est d'une couleur tangerine pâle. Toutefois, un astronaute debout à la surface de Titan verrait une couleur floue brunâtre orange foncé. Titan reçoit 1 / 3000e de la lumière que la Terre reçoit du Soleil. En vertu de l'atmosphère épaisse, et de la distance beaucoup plus grande du Soleil, le jour sur Titan est aussi brillant que le crépuscule sur Terre. Il semble probable que Saturne est en permanence invisible derrière le smog orange, et même le Soleil ne serait qu'une tache plus claire dans la brume, illuminant à peine la surface des lacs de glace et de méthane. Toutefois, dans la haute atmosphère, le ciel aurait une couleur bleue et Saturne serait visible.

### Le ciel d'Encelade

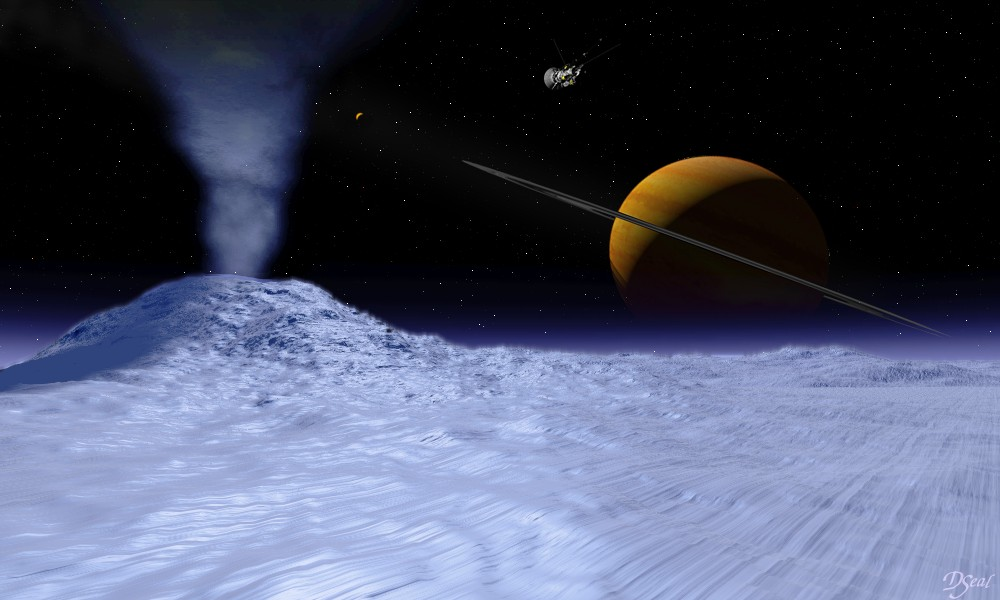
Une vue d'artiste du ciel d'Encelade.

Vu d'Encelade, Saturne aurait un diamètre apparent de près de 30°, soixante fois plus grand que la Lune depuis la Terre. En outre, comme Encelade tourne de manière synchrone avec sa période orbitale et conserve donc une seule face dirigée vers Saturne, la planète ne se déplace jamais dans le ciel d'Encelade (quoique avec de légères variations à cause de l'excentricité de son orbite), et ne peut être vu de l'autre côté du satellite.
Les anneaux de Saturne ne seraient vus que sous un angle de 0,019° et seraient presque invisibles, mais leur ombre sur le disque de Saturne serait clairement identifiable. Comme notre propre Lune de la Terre, Saturne montrerait des phases régulières. D'Encelade, le Soleil aurait un diamètre de seulement 3,5 minutes d'arc, un neuvième de la Lune vue depuis la Terre.
Un observateur situé sur Encelade pourrait également observer le transit de Mimas (le plus gros satellite situé à l'intérieur de l'orbite d'Encelade) devant Saturne toutes les 72 heures en moyenne. Sa taille apparente serait au plus à 26 minutes d'arc, soit environ la même taille que la Lune vue depuis la Terre. Pallène et Méthone seraient presque semblables à une étoile (maximum 30 secondes d'arc). Téthys, visible d'Encelade du côté opposé à Saturne, atteindrait une taille maximale apparente d'environ 64 minutes d'arc, environ deux fois la Lune vue depuis la Terre.

## Uranus
À en juger par la couleur de son atmosphère, le ciel d'Uranus est probablement bleu pâle, c'est-à-dire la couleur cyan. Il est probable que les anneaux de la planète ne puissent pas être vus de sa surface, car ils sont très ténus et sombres. Uranus a une étoile polaire boréale, Sabik (Eta Ophiuchi), d'une magnitude de 2,4. Uranus possède également une étoile polaire australe, 15 Orionis, de magnitude 4,8. Les deux sont plus faibles que la Polaris (α Ursae Minoris) de la Terre, bien que Sabik ne soit que légèrement plus faible.
Uranus est inhabituelle en ce que l'obliquité de l'écliptique est le 82° (angle entre les pôles orbitaux et de rotation). Le pôle Nord d'Uranus pointe quelque part près de Eta Ophiuchi, environ 15° au nord d'Antarès et son pôle sud est à mi-chemin entre Bételgeuse et Aldébaran. Les « tropiques » d'Uranus se situent à 82° de latitude et son « cercle polaire » à 8° de latitude. Le 17 décembre 2007, le Soleil passait l'équateur céleste d'Uranus dans le Nord et en 2029 le pôle Nord d'Uranus sera à peu près pointé vers le Soleil.
Les lunes d'Uranus ne sembleraient pas très grandes vues de la surface de leur planète mère. Les diamètres angulaires des cinq grandes lunes sont les suivants (en comparaison, la lune de la Terre mesure 31′ pour les observateurs terrestres) : Miranda, 11-15′ ; Ariel, 18-22′ ; Umbriel, 14-16'; Titania, 11-13' ; Obéron, 8-9′. Les petites lunes intérieures apparaîtraient comme des étoiles, et les lunes irrégulières extérieures ne serait pas visibles à l'œil nu.

## Neptune
À en juger par la couleur de son atmosphère, le ciel de Neptune est susceptible d'être d'un bleu d'azur ou bleu ciel, semblable à Uranus. Il est probable que les anneaux de la planète ne peuvent être vus de sa surface, car ils sont très ténus et sombres.
Mis à part le Soleil, l'objet le plus impressionnant dans le ciel de Neptune est sa grande lune Triton, qui semble légèrement plus petite que la pleine Lune sur Terre. Elle se déplace plus vite que notre Lune, en raison de sa période plus courte (5,8 jours) aggravée par son orbite rétrograde. La petite lune Protée montrerait un disque près de la moitié de la taille de la pleine Lune. Les petites lunes intérieures de Neptune, et son gros satellite extérieur, Néréide, apparaîtraient comme des points qui ressembleraient à une étoile, et ses satellites irréguliers extérieurs ne seraient pas visibles à l'œil nu.

### Le ciel de Triton

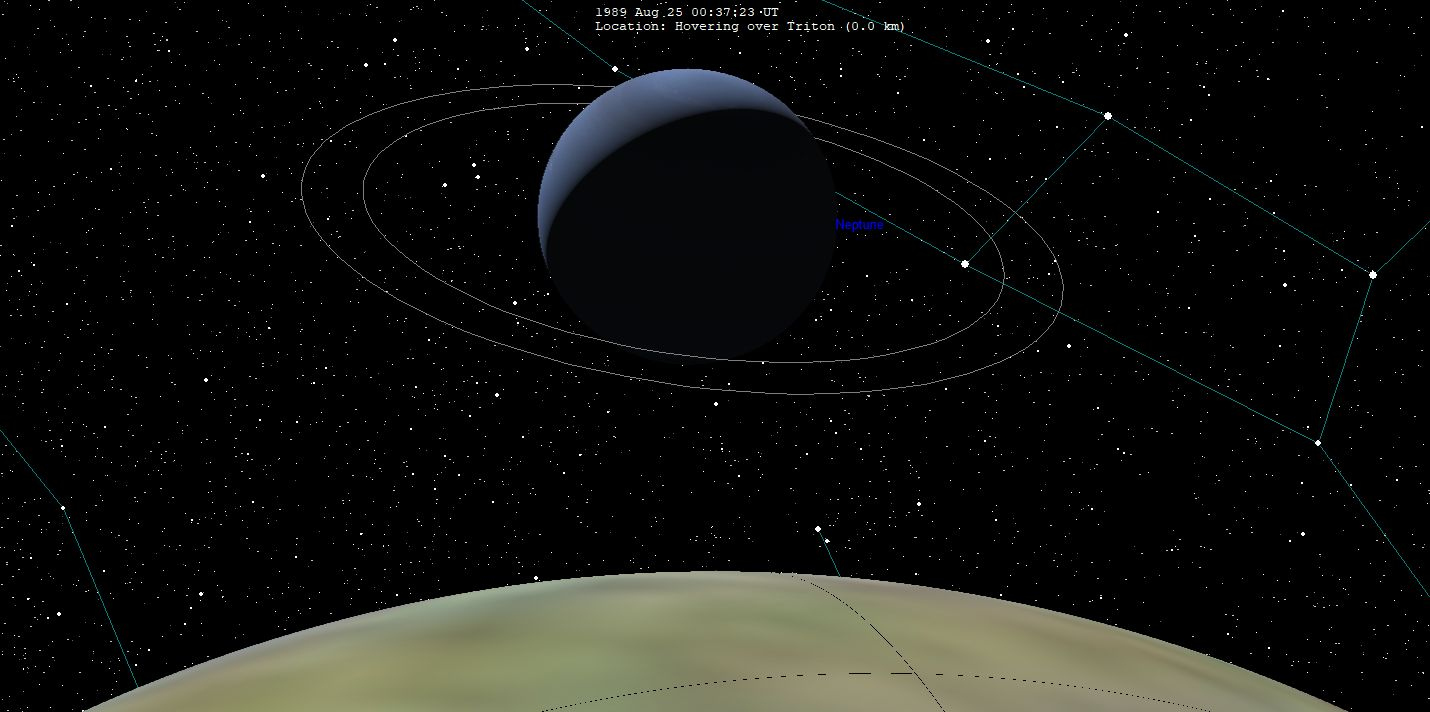
Vue simulée de Neptune dans le ciel de Triton.

Triton, la plus grande lune de Neptune, a une atmosphère, mais elle est tellement ténue que le ciel de la lune est encore noir, avec peut-être de la brume pâle à l'horizon. À cause de la rotation synchrone de l'orbite de Triton, Neptune apparaît toujours dans la même position dans son ciel. L'axe de rotation de Triton est incliné de 130° par rapport au plan orbital de Neptune, et donc pointe à moins de 40°, du Soleil deux fois par an neptunien, tout comme Uranus. Pendant que Neptune tourne autour du Soleil, les régions polaires de Triton sont tour à tour face au Soleil pendant 82 ans d'affilée, ce qui entraîne des changements saisonnier radicaux, pendant que l'un des pôles, puis l'autre arrive à la lumière du Soleil.
Neptune aurait 8 degrés dans le ciel de Triton, mais avec un maximum de luminosité à peu près comparable à celle de la pleine Lune sur la Terre, elle apparaîtrait environ 1/256e de la brillance de la pleine Lune, par unité de surface. En raison de son orbite excentrique, la luminosité de Néréide varierait considérablement, de magnitude 1 à 5 ; son disque serait beaucoup trop petit pour être vu à l'œil nu. Protée serait également difficile à percevoir avec seulement 5 à 6 minutes d'arc de diamètre, mais elle ne sera jamais plus faible que magnitude 1, et sa plus proche rivale serait Canopus.

## Pluton et Charon

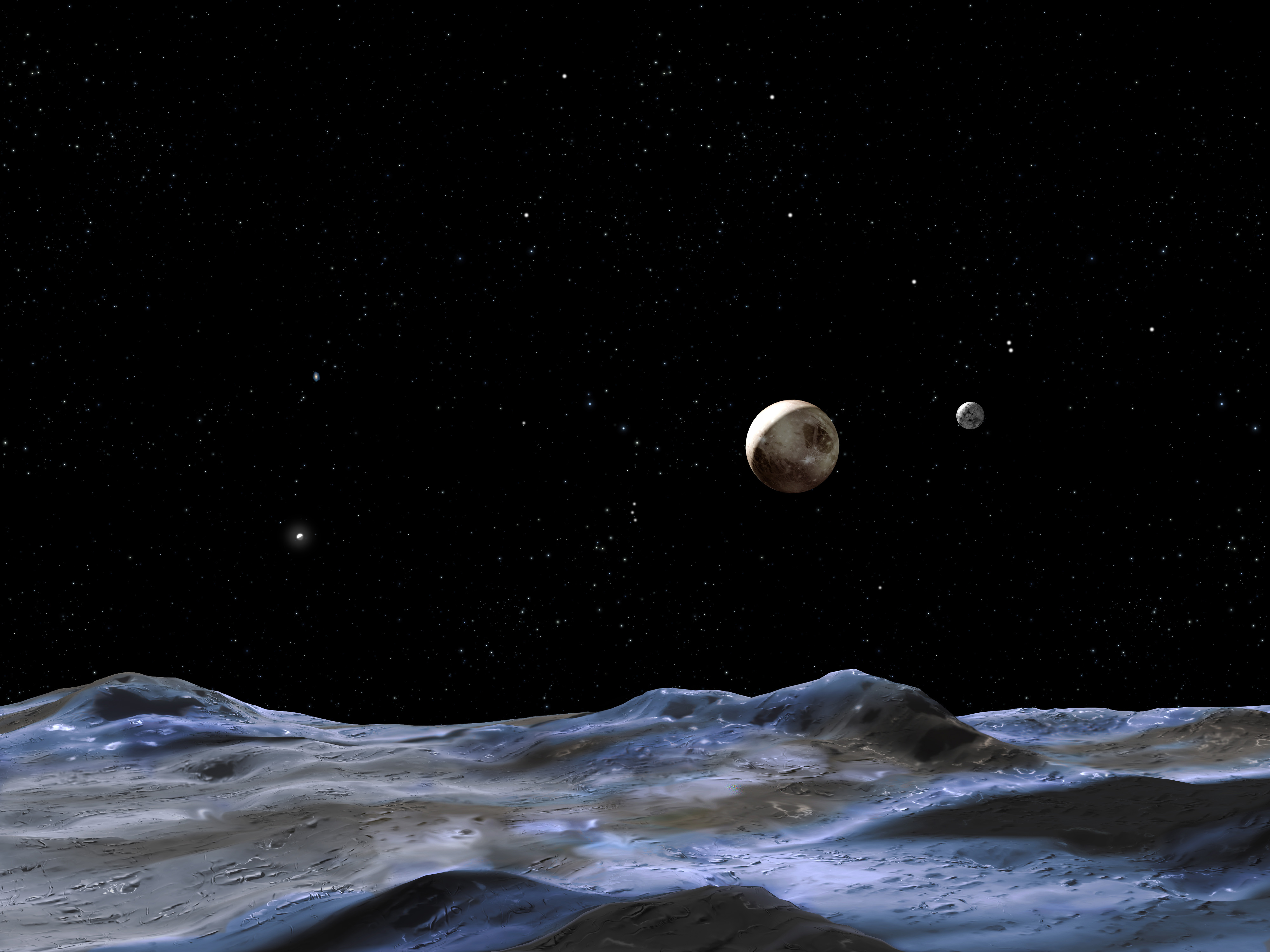
Conception artistique de la surface du petit satellite de Pluton Hydra. Pluton et Charon (à droite) et Nix (point brillant sur la gauche).

Pluton, accompagnée de sa plus grande lune Charon, tourne habituellement autour du Soleil en dehors de l'orbite de Neptune, sauf pour une période d'une vingtaine d'années à chaque révolution.
De Pluton, le Soleil est encore très lumineux, donnant environ 150 à 450 fois la lumière de la pleine Lune de la Terre (la variabilité étant due à l'excentricité de l'orbite de Pluton). Néanmoins, les observateurs humains trouveraient que la lumière disponible est en forte baisse.
Pluton et Charon sont verrouillées l'une à l'autre par effet de marée. Cela signifie que Charon présente toujours la même face à Pluton et Pluton également présente toujours la même face à Charon. Les observateurs de l'autre côté de Pluton vue de Charon ne verraient jamais la planète naine, les observateurs de l'autre côté de Charon sur Pluton ne verraient jamais la lune. Tous les 124 ans, c'est la saison des éclipses mutuelles, quand Pluton et Charon éclipsent le Soleil chacune l'une pour l'autre, à des intervalles de 3,2 jours terrestres, soit à chaque moitié d'un jour plutonien.

## Comètes
Le ciel d'une comète connaît un changement spectaculaire à l'approche du Soleil. Au cours de sa périhélie, les glaces de la comète commencent à se sublimer à sa surface, formant des queues de gaz et de poussière, et un coma. Un observateur sur une comète approchant du Soleil pourrait voir les étoiles légèrement obscurcies par une brume laiteuse, ce qui pourrait créer des effets intéressants de halo autour du Soleil et d'autres objets lumineux.

## Planètes extrasolaires
Pour les observateurs sur une planète extrasolaire, les constellations seraient tout à fait différentes. Le Soleil ne serait visible à l'œil nu qu'à des distances inférieures à 20-25 parsecs (65 à 80 années-lumière). L'étoile Beta Comae Berenices est légèrement plus lumineuse que le Soleil, mais malgré sa distance relativement proche de 27 années-lumière, elle est assez faible dans notre ciel.
Si le Soleil était observé à partir d'Alpha du Centaure, le système solaire le plus proche du nôtre, il semblerait être une étoile brillante dans la constellation de Cassiopée. Il serait presque aussi brillant que Capella l'est dans notre ciel.
Une hypothétique planète autour de α Centauri A ou B verrait l'autre l'étoile comme une très brillante étoile secondaire. Par exemple, une planète comme la Terre à 1,25 unité astronomique de α Cen A (avec une période de révolution de 1,34 année) bénéficierait d'un éclairage semblable au Soleil de son étoile primaire, et α Cen B aurait une magnitude plus faible de 5,7 à 8,6 (de -21,0 à -18,2), 190 à 2700 fois plus faible que α Cen A, mais encore de 2100 à 150 fois plus brillante que la pleine Lune. Inversement, une planète comme la Terre à 0,71 UA de α Cen B (avec une période de révolution de 0,63 année) obtiendrait un éclairage semblable à son étoile primaire, et α Cen A semblerait d'une magnitude de 4,6 à 7,3 plus faible (de -22,1 à -19,4), de 70 à 840 fois plus faible que α Cen B, mais encore de 5700 à 470 fois plus brillante que la pleine Lune. Dans les deux cas le soleil secondaire, au cours d'une année de la planète, semblerait faire le tour du ciel. Il commencerait juste à côté de l'étoile primaire et terminerait sa course une demi-période plus loin, à l'opposé dans le ciel (« un soleil de minuit »). Après une autre demi-période, il complèterait le cycle. D'autres planètes en orbite autour d'un membre d'un système binaire jouiraient de ciels similaires.
À partir du système de 40 Eridani, à une distance de 16 années-lumière, le Soleil aurait l'air d'une étoile moyenne d'une magnitude apparente d'environ 3,3 dans la constellation de la Tête du Serpent. À cette distance, la plupart des étoiles les plus proches de nous seraient à différents endroits dans le ciel, y compris Alpha Centauri et Sirius.
D'une planète en orbite autour d'Aldébaran, à une distance de 65 années-lumière, le Soleil apparaîtrait légèrement au-dessus d'Antarès dans notre constellation du Scorpion, et à une magnitude de 6,4, serait difficilement visible à l'œil nu. Les constellations brillantes, de lointaines étoiles seraient très similaires (telles qu'Orion), mais le ciel nocturne semblerait peu familier à quelqu'un de la Terre.